# Lucyna Winnicka
Lucyna Winnicka (14 de julio de 1928 - 22 de enero de 2013) fue una actriz polaca. Apareció en 21 películas entre 1954 y 1978. Interpretó el papel principal en la película Madre Juana de los Ángeles, que ganó el Premio del Jurado en el Festival Internacional de Cine de Cannes de 1961. En 1967 fue miembro del jurado del V Festival Internacional de Cine de Moscú.

## Filmografía parcial
- Pod gwiazda frygijska (1954) - Madzia
- The Real End of the Great War (1957) - Róza Zborska
- Pociąg (1959) - Marta
- Der schweigende Stern (1960) - Reportera de TV / Joan Moran
- Krzyżacy (1960) - Duquesa Anna Danuta de Masovia
- Madre Juana de los Ángeles (1961) - Madre Juana de los Ángeles
- Godzina pasowej rózy (1963) - Eleonora
- Pamietnik pani Hanki (1963) - Hanka Niementowska-Renowicka
- Ubranie prawie nowe (1964) - Esposa del director
- Sam posród miasta (1965) - Ewa
- Sposób bycia (1966) - Irena
- Faraón (1966) - Sacerdotisa (uncredited)
- Sarajevski atentat (1968) - Sofija
- Gra (1969) - Esposa
- 322 (1969) - Marta
- Szerelmesfilm (1970) - Ágnes
- Na wylot (1973) - Propietaria del salón de fotografía
- Tüzoltó utca 25. (1973) - Maria
- A Woman's Decision (1975) - Sin acreditar
- Wieczne ptetensje (1975) - Asistente de laboratorio
- Ognie sa jeszcze zywe (1976) - Dra. Wanda Poplawska
- Indeks (1977) - Secretaria Marina